# Morris Bates
Morris Bates (Nottingham, 1864 – Londra, 6 settembre 1905) è stato un calciatore inglese.
È stato un famoso calciatore dell'Arsenal.